# Nikolai Fomin
Nikolai Maximowitsch Fomin (russisch Николай Максимович Фомин, ukrainisch Микола Максимович Фомін Mykola Maksymowytsch Fomin; * 1937 in Nowoekonomitschne, Oblast Donezk, Ukrainische SSR) ist ein ukrainischer Ingenieur. Er war Chefingenieur des Kernkraftwerkes Tschernobyl von 1981 bis zur Nuklearkatastrophe von Tschernobyl im Jahr 1986.

## Biografie
Nikolai Fomin war Mitglied der KPdSU, wurde aber nach der Katastrophe von Tschernobyl ausgeschlossen. Seine Karriere startete er im Kernkraftwerk Saporischschja. 1972 begann er im Kernkraftwerk Tschernobyl zu arbeiten. Er genehmigte als Chefingenieur das verhängnisvolle Experiment, das zur Explosion des Reaktors führte. Für die Ausführung war jedoch der stv. Chefingenieur Anatoli Djatlow verantwortlich.
Fomin erfuhr am 26. April 1986 gegen vier Uhr morgens von dem Unfall und beteiligte sich anschließend an der Beseitigung der Folgen. Anschließend wurde er mit Werksdirektor Wiktor Brjuchanow verhaftet. Der ursprünglich für den 24. März 1987 angesetzte Prozessbeginn musste mehrfach aufgrund von Fomins Suizidversuchen verschoben werden. Schließlich wurden er und Brjuchanow zu je zehn Jahren Haft verurteilt.
Während der Haftzeit wurde Fomin mehrfach psychiatrisch behandelt. Aus gesundheitlichen Gründen wurde er frühzeitig aus der Haft entlassen, und in eine psychiatrische Klinik verlegt. Nach seiner Entlassung aus der Klinik arbeitete er im Kernkraftwerk Kalinin. Seit seiner Ruhestandsversetzung Mitte 2000 lebt er mit seiner Frau, seinen Kindern und Enkeln in Udomlja.

## Sonstiges
In der Fernsehserie Chernobyl wird er von Adrian Rawlins dargestellt.